# Templo de Artemisa (Corfú)

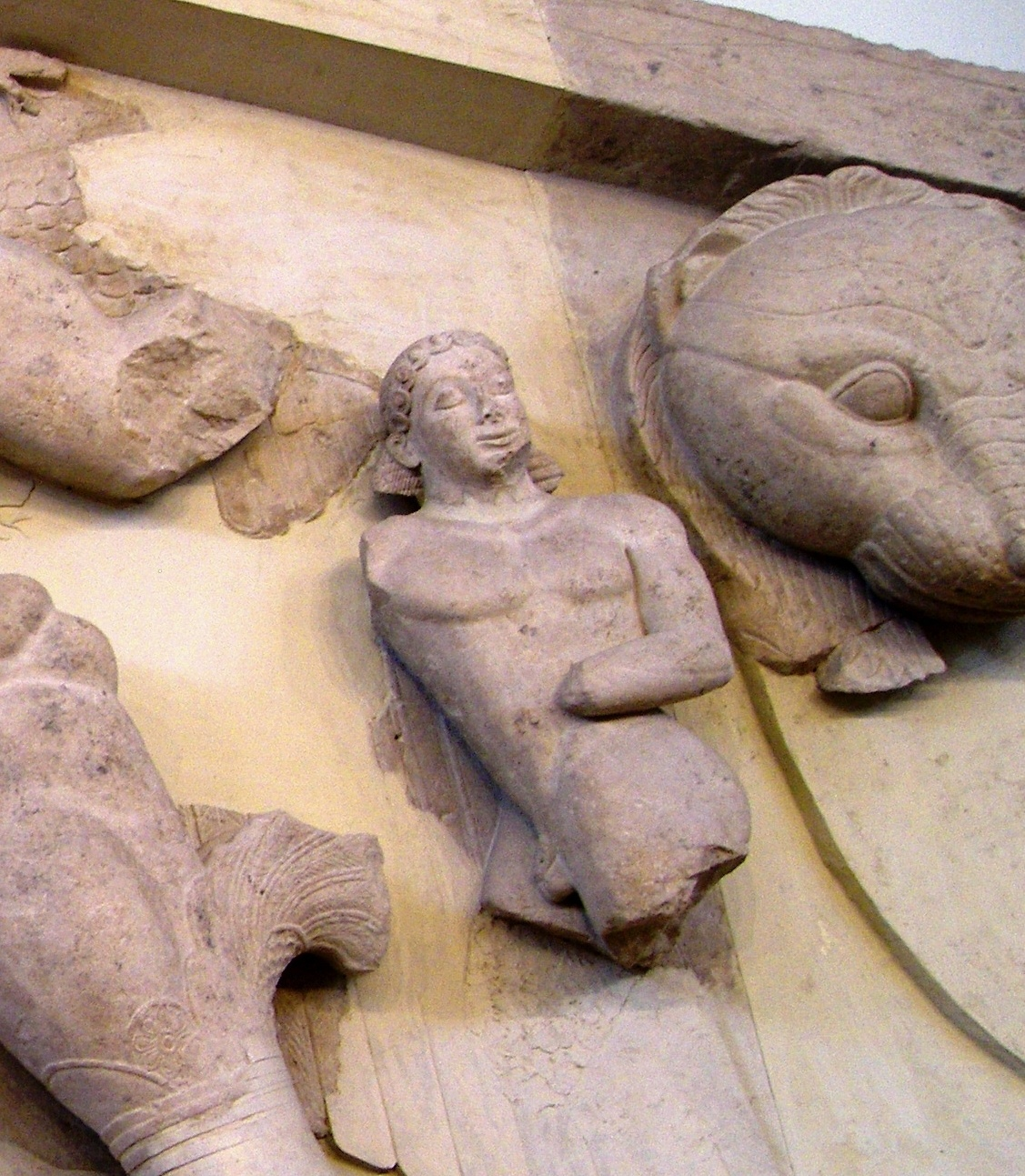
Crisaor, hijo de la Gorgona.

El Templo de Artemisa es un templo griego del período arcaico en Corfú, Grecia, construido alrededor del año 580 a. C. en la antigua ciudad de Corquira, en lo que hoy se conoce como el suburbio de Garitsa. El templo fue dedicado a Artemisa. Es conocido como el primer templo dórico construido exclusivamente con piedra. También se considera el primer edificio que incorpora todos los elementos del estilo arquitectónico dórico. Muy pocos relieves de templos griegos del período arcaico han sobrevivido, y los grandes fragmentos del grupo del frontón son las primeras supervivencias significativas.
El templo era un edificio períptero con una configuración seudodipteral. Su perímetro era rectangular, con un ancho de 23,46 m y una longitud de 49 m, con orientación hacia el este para que la luz pudiera entrar en el interior del templo al amanecer. Fue uno de los templos más grandes de su época.
La metopa del templo probablemente estaba decorada, ya que en las antiguas ruinas se encontraron restos de relieves que mostraban a Aquiles y Memnon. El templo ha sido descrito como un hito de la arquitectura griega antigua y una de las 150 obras maestras de la arquitectura occidental. La arquitectura del templo de Corfú puede haber influido en el diseño de una estructura de santuario arcaico que se encuentra en St. Omobono en Italia, cerca del Tíber en la Antigua Roma, en la época de los etruscos, que incorpora elementos de diseño similares. Si todavía hubiese estado en uso en el siglo IV, el templo habría sido cerrado durante la persecución de los paganos en el Imperio Romano, cuando los emperadores cristianos emitieron edictos que prohibían el culto no cristiano. Guillermo II de Alemania participó en las excavaciones en el sitio del antiguo templo mientras estaba de vacaciones en su palacio de verano de Achilleion en Corfú y mientras Europa se preparaba para la guerra.

## Excavaciones

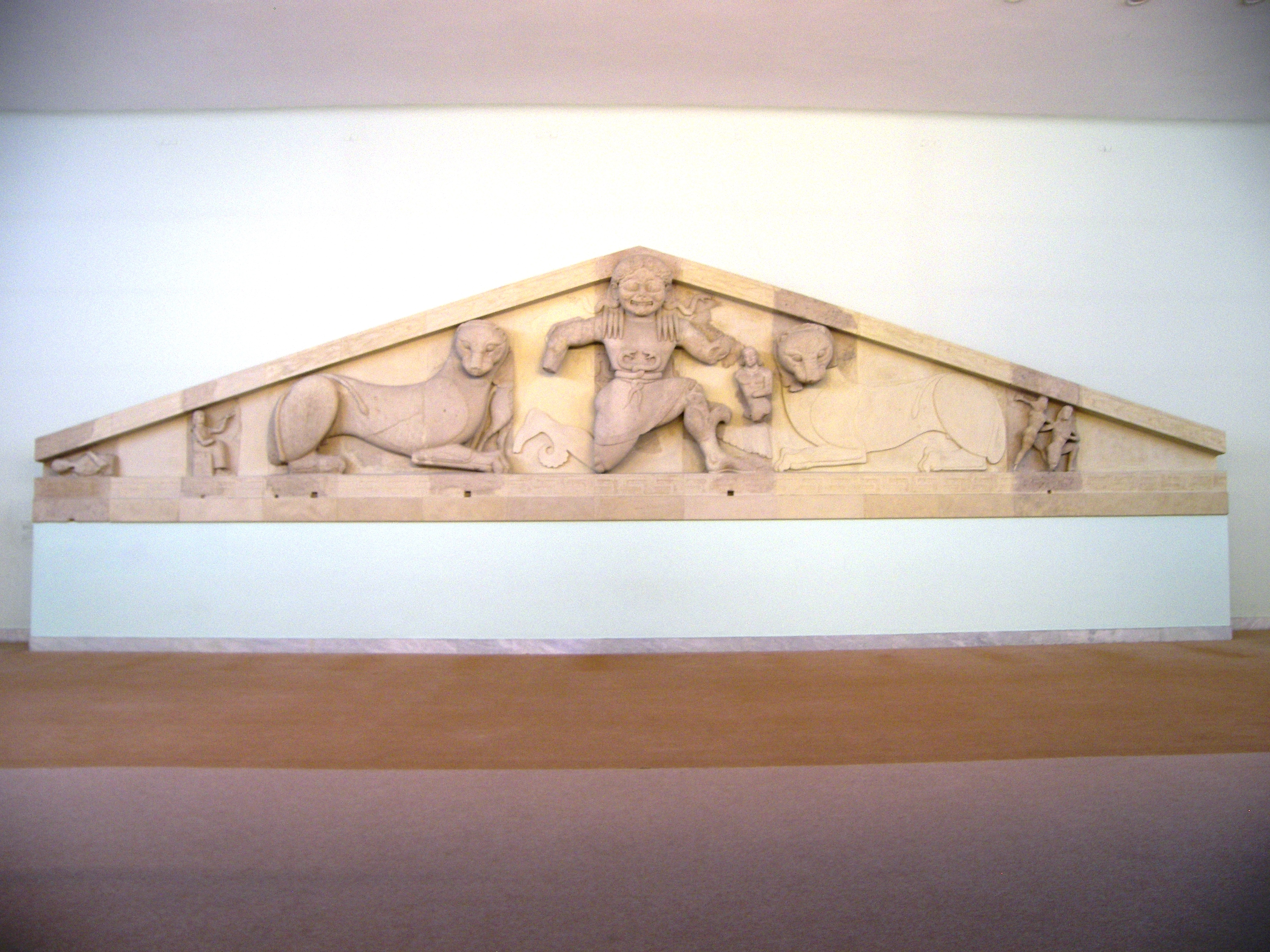
El frontón completo

Las ruinas fueron encontradas durante las Guerras Napoleónicas por soldados del general francés François-Xavier Donzelot mientras cavaban, preparándose para la guerra de trincheras.
El kaiser Guillermo II tuvo una "obsesión de por vida" con la escultura de la Gorgona, atribuida a su asistencia a seminarios sobre arqueología griega en la Universidad de Bonn.  Los seminarios fueron impartidos por el arqueólogo Reinhard Kekulé von Stradonitz, quien más tarde se convirtió en el asesor del Kaiser. El propio Kaiser, mientras residía en su palacio de verano de Achilleion en Corfú y mientras Europa se preparaba para la guerra, participó en las excavaciones en el sitio del antiguo templo.
En 1911, el Kaiser, junto con la arqueólogo griego Federiko Versakis en nombre de la Sociedad Arqueológica Griega y el famoso arqueólogo alemán Wilhelm Dörpfeld en nombre del Instituto Arqueológico Alemán, iniciaron las excavaciones en el templo de Artemisa de Corfú. Las actividades del Kaiser en Corfú en ese momento se relacionaban con asuntos políticos y arqueológicos. Las excavaciones se vieron envueltas en maniobras políticas debido al antagonismo que se había desarrollado entre los dos principales arqueólogos en la excavación del templo de Corfú.
Poco queda hoy en el sitio, solo queda la base del templo y algunos otros fragmentos.  Sin embargo, las ruinas existentes han proporcionado información suficiente para una reconstrucción completa de los detalles arquitectónicos del templo.

## Arquitectura del templo

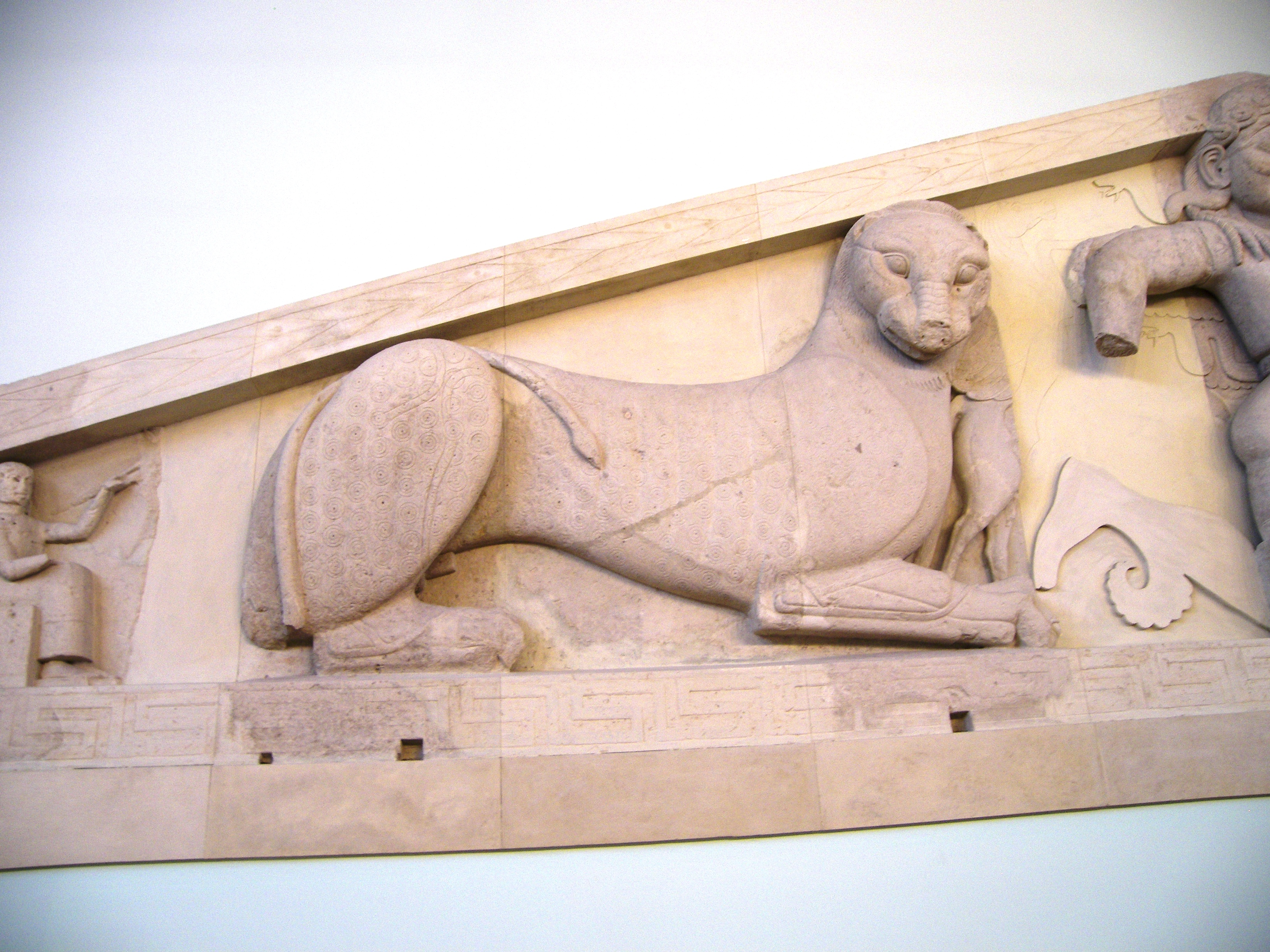
La pantera de la izquierda.

El edificio estaba apoyado alrededor de su perímetro con columnatas que consistían en dos filas de ocho columnas para la parte delantera y para la parte trasera del edificio, mientras que los lados estaban apoyados en dos filas de diecisiete columnas cada una.
En el centro del templo había una cámara interior rectangular o cella de 9,4 m de ancho y 34,4 m de largo, subdividida en tres espacios por dos columnatas que constaban de diez columnas cada una. El templo de Artemisa en Corfú y el Partenón son los únicos templos griegos con ocho columnas entre las antas.
La columnata externa de ocho por diecisiete columnas, también llamada peristilo, tenía una separación suficiente de la cámara interna para poder agregar una segunda columnata en el interior. El templo de Corfú, sin embargo, no tiene esta columnata interna por razones económicas. Esta configuración de una sola columnata, en un espacio que permite una segunda, se llama seudodipteral. El templo de Artemisa en Corfú es el primer ejemplo conocido de este estilo arquitectónico.
La parte delantera y trasera del templo presentaba dos frontones, de los cuales solo el occidental sobrevive en buenas condiciones, mientras que el frontón oriental se encuentra en fragmentos. Los frontones fueron decorados con figuras míticas, esculpidas en alto relieve.  Este es el primer ejemplo conocido de un frontón decorado en Grecia. Ambos frontones parecen estar decorados de manera idéntica y cuentan con un gran relieve de la Gorgona Medusa, de más de 9 pies de altura. El frontón mide 9 pies, 4 pulgadas de alto en el centro. Las esculturas incorporadas en estos frontones se consideran los primeros ejemplares sustanciales de escultura griega de un edificio dórico. El frontón occidental junto con otros fragmentos arquitectónicos se exhiben en el Museo Arqueológico de Corfú.  El frontón ha sido descrito por The New York Times como el "mejor ejemplo existente de la escultura de un templo arcaico ".

## Detalles de frontón

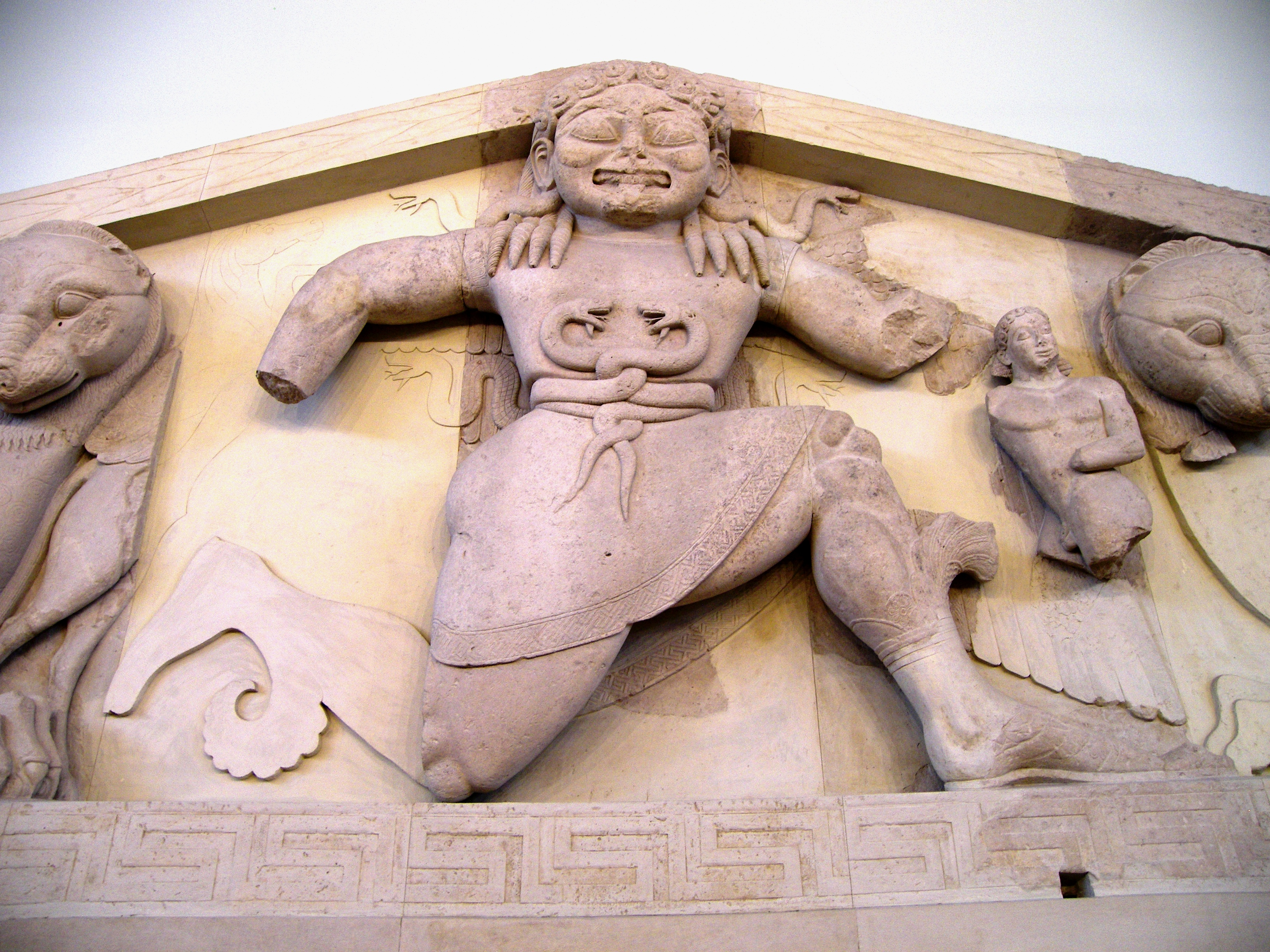
La Gorgona lleva el cinturón de serpientes entrelazadas, un símbolo de fertilidad.

El frontón representa a Medusa de una manera estilizada; sus pies están dispuestos en una configuración que sugiere rotación, que a su vez indica movimiento o vuelo cuando se aplica a los atributos de Medusa, especialmente las alas de Medusa. Medusa lleva una falda corta que le permite a sus piernas moverse libremente mientras huye de Perseo. Su movimiento está indicado por el posicionamiento de sus piernas en la llamada posición Knielauf, que se parece estilísticamente a una esvástica.
La Gorgona lleva una faja de serpientes entrelazadas; la faja es un símbolo de fertilidad tradicionalmente asociado con la reproducción femenina y la sexualidad. La presencia de las serpientes, sin embargo, agrega una calidad demoníaca, así como un elemento de peligro. Dos serpientes más irradian hacia afuera desde su cuello. La figura de Medusa se parece mucho a las deidades de la "Señora de los Animales" que se encuentran en el Cercano Oriente y también se asemeja a la demones mesopotámica Lamashtu, que era el equivalente de la deidad griega Lamia.
Sus hijos, Pegasus y Crisaor, están a cada lado de ella, a pesar del hecho de que nacieron después de su muerte. El rostro de Medusa es repulsivo y muestra una malvada "sonrisa arcaica".  Las panteras, que flanquean a Medusa a cada lado, sirven como guardianes del templo y miran hacia el exterior como para inspeccionar visualmente sus dominios.  El tamaño más pequeño de los leopardos guardianes en relación con el recinto del frontón y su alto relieve indica que el escultor arcaico deseaba desconectar a los animales de su entorno.
La cabeza de la figura de Medusa choca con el contorno del frontón y evoca un efecto aterrador. También se ha sugerido que, dado que es inusual que Artemisa no sea representada en el frontón de su propio Templo, Medusa puede representar el lado ctónico o demoníaco de Artemisa, ya que ambas entidades eran mecenas de animales. Se cree que la función de las figuras de Medusa y de la pantera es apotropaica, es decir, su función era evitar el mal y evitar que entrara en el templo.

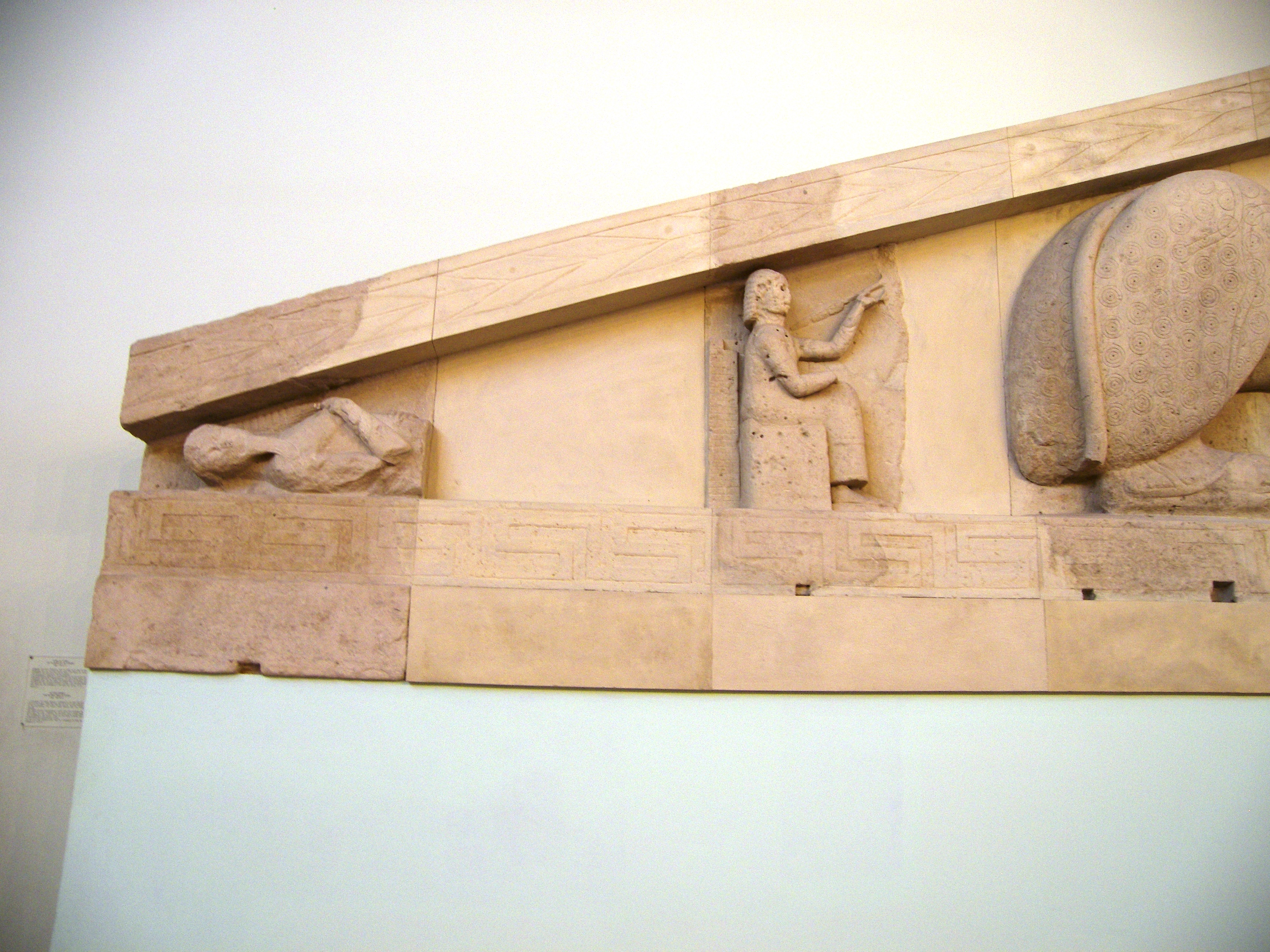
Un guerrero muerto y una figura sentada en el lado izquierdo del frontón.

Detrás del leopardo de la izquierda se encuentra una figura sentada. Se demostró que la figura era atacada por una figura que empuñaba una lanza, que ha desaparecido del frontón. 
Detrás de la figura sentada, a su izquierda, se encuentra una figura barbuda de un guerrero muerto, mirando hacia afuera desde el frontón. Detrás del leopardo a la derecha, se muestran dos figuras. Se cree que la figura que está más cerca del leopardo es Zeus, que está representado en un perfil parcial empuñando un rayo contra otra figura, que mira hacia afuera desde el frontón. La figura se presenta con barba y está arrodillada. A la derecha de estas figuras, se cree que existió otro relieve de un guerrero muerto.

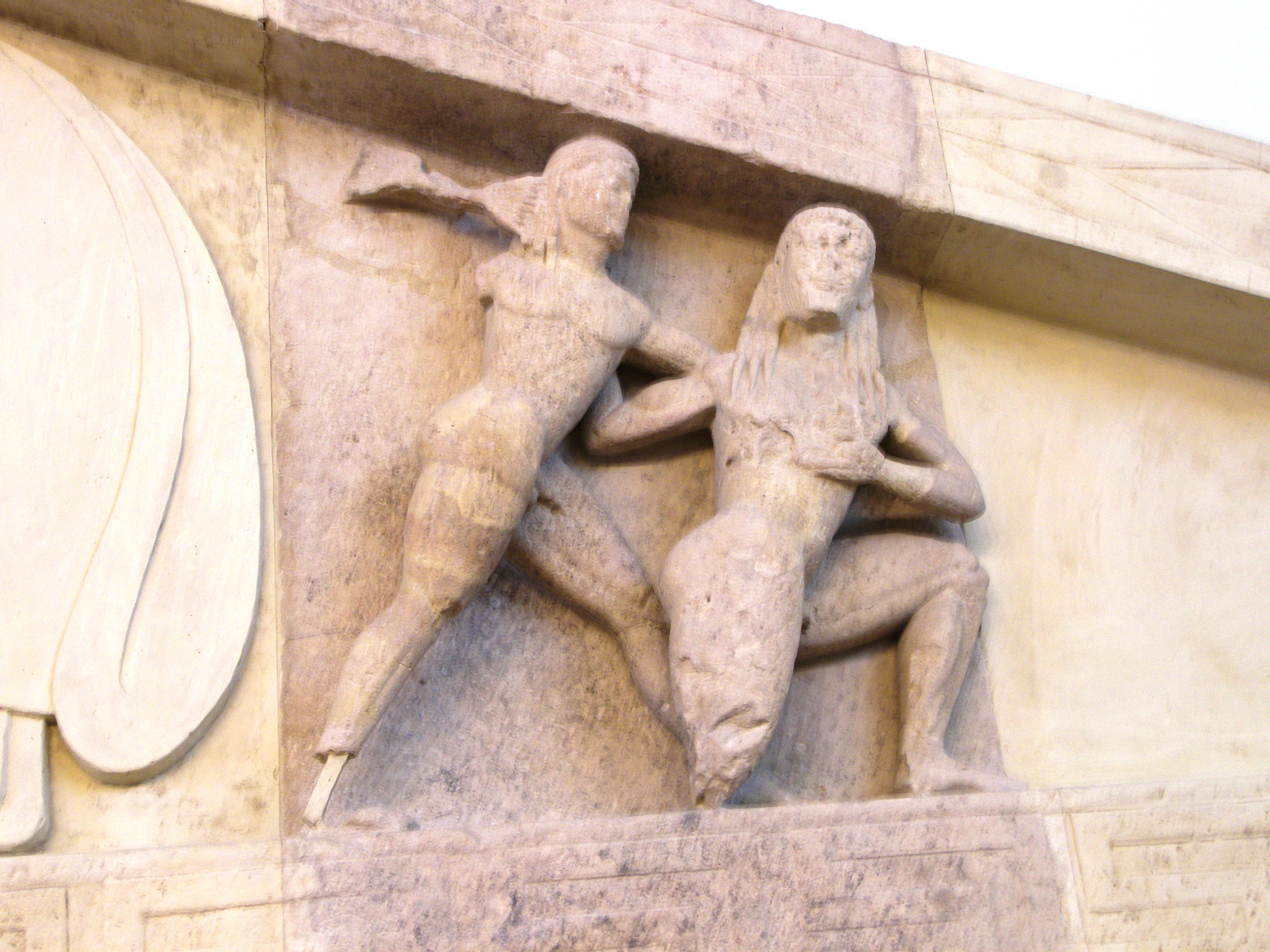
Se representa a un Zeus sin barba lanzando un rayo contra una figura arrodillada.

Hay razones para suponer que la figura sentada es Rea o Crono, en cuyo caso las escenas representadas a la derecha y la izquierda de los leopardos podrían representar un solo tema, la Titanomaquia, la batalla entre los dioses y los Titanes, lo que encaja mejor con un Zeus sin barba (es decir, más joven), que rara vez se representa sin barba. También hay argumentos en el sentido de que la figura sentada es la del rey Priam de Troya que fue asesinado por el héroe griego Neoptolemos y que la escena de la izquierda está inspirada en la Guerra de Troya. Si este es el caso, entonces hay dos temas presentes en el frontón: Iliupersis y la Gigantomaquia, la batalla entre los dioses y los Gigantes.
Dado que estas figuras no están conectadas con la leyenda de Medusa, se piensa que la función apotropaica de los símbolos del templo como la Medusa y las panteras, como símbolos guardianes del Templo, está empezando a ser reemplazada por la idea de que se usaron figuras y temas de las historias míticas como decoración del templo. La función decorativa, en el tiempo, prevaleció sobre la apotropaica.

## Película
The Gaze of the Gorgon es un poema fílmico creado por Tony Harrison, que examina las políticas de conflicto en el siglo XX utilizando la Gorgona como metáfora. La narración de la película se hace a través de la boca de una estatua del poeta judío Heinrich Heine, que el Kaiser había retirado del Achilleion después de que se hizo cargo del palacio de manos de la emperatriz Elizabeth de Austria. La película describe la conexión entre Heine, la Gorgona de Corfú y el Kaiser Guillermo II, que tenía una obsesión con la Gorgona.   En la película, la voz de Harrison narra:  

...¿qué estaba haciendo el Kaiser? Excavando en Corfú, el sabio kaiser percibió el olor del perdido frontón del templo, excavando las trincheras donde la Gorgona espera para ver el descubrimiento de los ojos de la Gorgona.